# Anna Sommansson
Anna Sommansson, född 1967, är en svensk projektledare, TV-producent, dokumentärfilmare och författare.
Sommansson har bland annat varit producent/projektledare för barnprogrammen Myror i brallan, Dra mig baklänges!, Smilla Hittar, Hjärnkontoret, REA, Maxat, Labyrint, Wild Kids, Kent Agent och Historien om Sverige med Farah,  för SVT.

## Priser och utmärkelser
- Årets Pandabok (barnboksklassen) 2004